# Jungiella botosaneanui
Jungiella botosaneanui är en tvåvingeart som först beskrevs av Vaillant 1963.  Jungiella botosaneanui ingår i släktet Jungiella och familjen fjärilsmyggor. Inga underarter finns listade i Catalogue of Life.